# مدينة خالية من الكربون
المدينة الخالية من الكربون (بالإنجليزية: Zero-carbon city)‏ هي مدينة تعمل بشكل كامل على الطاقة المتجددة، لا يوجد فيها أي أثار للكربون ولا تؤذي الكوكب. معظم المدن حول العالم تنتج الطاقة من خلال حرق الفحم، النفط والغاز، وتطلق بشكل غير متعمد الكربون في الهواء. تقريباً كل النشاطات الإنسانية تتضمن حرق الوقود الأحفوري. لانشاء مدينة خالية من الكربون، يجب تأسيس مدينة عصرية تعمل على تقليل انبعاث غازات الدفيئة إلى الصفر وكل الممارسات التي تسبب هذه الانبعاثات. أيضاً يجب إحلال الطاقة البديلة مكان مصادر الطاقة غير المتجددة وتصبح المنفذ الوحيد للطاقة. إذن مدينة خالية من الكربون هي مدينة تعتمد على طاقات المتجددة.

## مدن تطمح بأن تكون خالية من الكربون

### مدينة مصدر
هي واحدة من أوائل المدن الخالية من الكربون، تدعى مدينة مصدر في أبو ظبي، وهي معدة لسكن 50,000 نسمة. الإنشاء بدأ في فبراير عام 2008. صممت المدينة الصحرواية لتغذى بالكامل من الطاقة المتجددة، وتضمن طاقة الشمس وطاقة الرياح.
يتم إنشاء هذا المشروع الكبير على مرحلتين، الأولى، تبنى محطة توليد بالطاقة الشمسية كمصدر أساسي للطاقة. في المرحلة الثانية، سيزداد نمو المدينة.يقع الموقع بالقرب من البنية التحتية للنقل في أبو ظبي، مما يسمح بتنقل سهل من وإلى المناطق القريبة.توصل المدينة إلى مركز أبوظبي والمطار الدولي بشبكة من الطرق، السكك الحديدية والمواصلات العامة.

### دونغتان
تقع دونغتان في أقصى الشرق من تشونغ مينغ. بما أن هذه المنطقة قريبة من الأراضي الرطبة، تم إثارة بعض الشكوك حول تأثيراتها بالبيئة المحيطة. مصمم هذا المشروع، بيتر هايد، يصر بأنه لا تأثير على الأراضي الرطبة. خطة الإنشاء هي مدينة كاملة، بسعة 80,000 نسمة بحلول عام 2020. تتضمن خطة تطوير مدينة دونغتان استخدام المبادى العشرة للمدن الصديقة للبيئة.

## المبادى الإرشادية
اقترحت 10 مبادئ لإنشاء مدينة صديقة للبيئة. استخدم مطورو مدينة دونغتان هذه المبادئ لأجل إنشاء مدينة خالية من الكربون.
- تعديل أولوية استخدام الأرض.

- خلق مجتمع مستدايم ومختلط بأمن.

- تعديل أولوية المواصلات.

- تسجيع السير على الأقدام، الدراجة

- استعادة البيئات المتضررة المدنية.
- إنشاء بيوت لائقة، أمنة، ومختلطة اقتصادياً.
- عدالة اجتماعية طبيعية وخلق فرص جديدة.
- دعم الزراعة المحلية.

- إنشاء مجتمعات حدائقية.

- تعزيز إعادة التدوير وحفظ الموارد.
- العمل مع رجال الأعمال لدعم الأنشطة البيئية والاقتصادية.
- تعزيز التطوع.
- زيادة الوعي بالبيئة المحلية.